# Semarang
Semarang är en kuststad på centrala Java i Indonesien. Den är administrativ huvudort för provinsen Jawa Tengah och har cirka 1,8 miljoner invånare. Storstadsområdet kallas Kedungsepur, vilket är en akronym av vissa av de områden som berörs, och folkmängden uppgick till cirka 6 miljoner invånare vid folkräkningen 2010.